# Pirefendideresi, Boyabat
Pirefendideresi là một xã thuộc huyện Boyabat, tỉnh Sinop, Thổ Nhĩ Kỳ. Dân số thời điểm năm 2011 là 31 người.